# Thermodynamische Ionisation
Bei ausreichend hoher Temperatur eines Gases werden elektrische Ladungsträger durch  thermodynamische oder auch thermische Ionisation erzeugt. In Gasen finden laufend thermodynamische Stoßprozesse zwischen den Gasteilchen (Atome/Moleküle) statt. Bei Teilchenstößen mit ausreichender kinetischer Energie wird mindestens einer der Stoßpartner ionisiert.
Ein Gas besitzt durch diese thermodynamische Ionisation schon ab einigen 1000 °C,
weit bevor ein typisches Plasma vorliegt, einen wenn auch z. T. sehr kleinen Anteil an elektrischen Ladungsträgern.
Die Abhängigkeit des Ionisationsgrades eines Gases im thermodynamischen Gleichgewicht von der Temperatur wird quantitativ von der Saha-Gleichung beschrieben. Diejenigen Atome sind ionisiert, bei denen die thermische Energie der Elektronen gemäß der Boltzmann-Verteilung über der Ionisierungsenergie liegt. Bei Normaldruck (von ca. 1 bar) beginnt in Luft bereits ab Temperaturen T>1200 °C die Bildung von ionisierten, elektrischen Ladungsträgern.
Die die Anzahl Teilchen  mit diesen hohen Energien mit der Temperatur ansteigt, hat ein Gas deshalb mit höherer Temperatur eine zunehmende Ladungsträgerdichte.
Für ein Gas aus atomarem Wasserstoff liegt in einer Sternatmosphäre für eine Teilchen-Anzahldichte vom 1020/m³ und für Temperaturen von etwa 10000 K die Ionisationsrate bei ca. 50 %.